# Российско-вануатские отношения
Российско-вануатские отношения — двусторонние дипломатические отношения между Россией и Вануату. Дипломатические отношения СССР и Вануату были установлены 30 июня 1986 года. В декабре 1991 года Республика Вануату признала Российскую Федерацию в качестве правопреемника Советского Союза. Посол Российской Федерации в Австралии, Владимир Николаевич Морозов аккредитован в Вануату по совместительству. Посол Вануату в России не аккредитован.

## Российско-вануатские отношения
26 июля 2009 года исполнилось 200 лет с момента установления первых контактов России с Вануату (заход на российском шлюпе «Диана» под командованием вице-адмирала Василия Михайловича Головнина на остров Танна). По этому случаю в городе Порт-Вила был открыт памятник русскому флотоводцу В. М. Головнину. Министр иностранных дел Российской Федерации С. В. Лавров в июле 2009 года направил вануатскому коллеге Дж. Натуману поздравительную телеграмму.
Торгово-экономические и гуманитарные связи несущественны. Внешнеторговый оборот между Россией и Вануату по итогам 2013 года составил 15,3 тыс. долларов США.

## Гуманитарная помощь
1 и 2 апреля 2015 года по поручению российского правительства были отправлены два самолёта Ил-76 с 60 тоннами гуманитарной помощи (продукты питания, одеяла, палатки, электрогенераторы) Республике Вануату для преодоления последствий разрушительного тропического циклона «Пэм». Находящийся с визитом в России Министр иностранных дел Вануату от имени руководства своей страны выразил глубокую признательность.